# Malpartida
Malpartida è un comune spagnolo di 138 abitanti situato nella comunità autonoma di Castiglia e León nella provincia di Salamanca. La città dista 55 km dal capoluogo di provincia.

## Società

### Evoluzione demografica
-